# Стварање парова
Стварање парова односи се на образовање елементарне честице и њене античестице, обично из фотона (или другог неутралног бозона). То је дозвољено под условом да фотон (бозон) поседује довољно енергије за стварање пара - једнаке бар тоталној маси мировања двеју честица - и да околности омогућавају очување (конзервацију) и енергије и момента импулса. И сви остали квантни бројеви, рецимо момент импулса и наелектрисање, морају у збиру да буду једнаки нули - дакле, створене честице морају да имају супротне вредности. На пример, ако је страност једне честице +1 тада друга мора имати страност -1.

## Видети исто
- Електрон-позитрон анихилација
- Мајтнер-Хупфелдов ефекат